# Mario Karner
Mario Karner (* 17. Februar 1983) ist ein österreichischer Fußballspieler auf der Position eines Abwehrspielers. Zurzeit spielt er beim ASK Voitsberg in der drittklassigen österreichischen Regionalliga Mitte.

## Karriere

### Jugend
Karner begann seine aktive Karriere als Fußballspieler im Jahre 1992 bei seinem Heimatverein dem SV(U) Kumberg in der Marktgemeinde Kumberg, nordöstlich der Landeshauptstadt Graz. Beim Verein durchlief er bis 1999 mehrere Jugendspielklassen, wurde aber zwischenzeitlich zu Kooperationsvereinen abgegeben. So kam er von 1994 bis 1997 im Nachwuchsbereich des SC Weiz zum Einsatz und war ab 1997 Teil der Jugend des SK Sturm Graz. Da Karner noch immer bei seinem Stammverein gemeldet war, konnte er vorerst nur als Kooperationsspieler zum steirischen Traditionsverein nach Graz. Als er ab 1998 die Akademie von Sturm Graz besuchte, lockerten sich auch die Meldebedingungen und nur ein knappes Jahr später wurde er bei seinem neuen Grazer Verein gemeldet.

### Vereinskarriere
Nach dem Besuch der Akademie kam Karner ab 2001 bei den Amateuren des SK Sturm Graz zum Einsatz und stieg mit seinen Teamkollegen in der Saison 2001/02 in die Regionalliga Mitte, eine von drei Staffeln, die gleichzeitig die höchste Amateurliga Österreichs bilden, auf. In der Saison 2002/03 stand Karner zum ersten Mal im Kader der Profimannschaft des Vereines. Zu einem Einsatz in der Bundesliga kam er während dieser Spielzeit jedoch nie und musste sich mit einigen Einsätzen für die Amateure zufriedengeben. 
Knapp zwei Jahre später stand er ein weiteres Mal im Kader des Profiteams und gab dabei am 29. Mai 2005 beim 3:1-Auswärtssieg über die SV Mattersburg sein Bundesligadebüt, als er von Beginn an auf dem Platz stand und ab der 77. Spielminute durch den in diesem Spiel ebenfalls im Profifußball debütierenden Mario Kreimer ersetzt wurde. Während des letzten Meisterschaftsspiels dieser Saison feierten insgesamt vier Sturm-Spieler ihr Profidebüt. Neben Karner und Kreimer waren dies Thomas Friess und Gernot Suppan.
Von 2005 bis 2007 spielte Karner als Leihspieler bei der Kapfenberger SV, deren Kampfmannschaft ihren Spielbetrieb damals noch in der zweitklassigen Ersten Liga hatte. Für die Obersteirer absolvierte der vorwiegend als Innenverteidiger agierende Karner 32 Ligaspiele. Zwischen den zwei Jahren in Kapfenberg war er etwas länger als ein Monat bei seinem Grazer Stammverein gemeldet, kam dabei aber zu keinem Einsatz. Am Ende der Saison 2006/07 wäre die Kapfenberger SV am elften von zwölf Plätzen rangierend in die dritte Leistungsstufe abgestiegen. Durch die Lizenzverweigerung des GAK und dessen Zwangsabstieg in die Regionalliga sowie der gleichzeitigen Lizenzverweigerung des Vfb Admira Wacker Mödling erhielt die Kapfenberger SV als Nutznießer doch noch eine Spielberechtigung für die folgende Saison.
Am 31. Jänner 2007 unterzeichnete er einen Leihvertrag beim ASK Köflach, dessen Kampfmannschaft zu dieser Zeit noch in der Regionalliga Mitte vertreten war. Während der restlichen Spieltage der Saison 2006/07 kam Karner nur mehr in fünf Ligaspielen zum Einsatz und musste am Ende mit der Mannschaft auf Grund der schlechten Tabellenplatzierung in die viertklassige steirische Landesliga absteigen.
In der Folgesaison 2007/08 stand der junge Innenverteidiger in 28 von insgesamt 30 möglich gewesenen Ligaspielen auf dem Platz und erzielte dabei ein Tor. Die letzten zwei Meisterschaftspartien der Saison war Karner nicht mehr im Einsatz. Bereits nach der ersten Saisonhälfte übernahm Karner die Kapitänsschleife von seinem Teamkollegen Werner Seier.
Noch in der Sommerpause vor der Spielzeit 2008/09 unterschrieb Karner einen Vertrag beim Regionalligisten ASK Voitsberg, dessen Kampfmannschaft selbst gerade erst aus der steirischen Landesliga aufgestiegen war. Bei den Voitsbergern kam er bis dato (Stand: 4. Juni 2010) in 51 Meisterschaftspartien zum Einsatz und kam dabei einmal zum Torerfolg.

## Erfolge
- Meister der Landesliga Steiermark mit den Amateuren des SK Sturm Graz: 2001/02 (Aufstieg in die Regionalliga Mitte)